# Locarchives
Locarchives est une entreprise française d’archivage de documents numériques et physiques. Elle propose également d'autres prestations de traitement documentaire : numérisation, dématérialisation, gestion électronique des documents, etc.

## Histoire
La pratique de l'externalisation de l'archivage, soit le fait de faire prendre en charge par un prestataire spécialisé de la conservation des archives et la fourniture des services associés (communication, restitution, etc.), se développe d'abord aux États-Unis, puis en France dans les années 1970. Locarchives est créé en 1977 par Philippe Régnier. Il base l’entreprise naissante à Saint-Denis dans la région parisienne. L'activité se développe dans les années 1980 : Locarchives compte par exemple comme client l'Agence française pour la maîtrise de l'énergie. L'entreprise s'établit sur d'autres sites, à Péronne en 1991, puis à Cheu et Toulouse. 
L'entreprise s'est développée sur le marché français de la gestion des fonds documentaires traditionnels puis se met à décliner au cours des années 2000 des prestations numériques (Dématérialisation, GED...). En 2013, Locarchives acquiert l'entreprise de sauvegarde informatique SDI. En 2014, son chiffre d’affaires est de 1 million d'euros.
En 2016, l'entreprise acquiert également la société Archives chrono, spécialiste de l’archivage de documents dans le sud de la France.
En mai 2018, Locarchives est racheté par le groupe Archiveco, mais Archiveco et Locarchives continuent d'opérer sous leur propre marque,.

## Certifications, agréments et labels
En 2001, l'entreprise obtient sa certification NF Z40-350 pour sa solution liée à l'archivage de documents au format papier. En 2010, la société française se voit attribuer le label FNTC-TA dédié aux services de Tiers Archivage pour son offre d’archivage électronique à vocation probatoire.
En 2013, Locarchives devient la première entreprise à être auditée et certifiée par la norme NF Z42-013 pour son système d'archivage électronique à vocation probatoire.
En 2016, le tiers archiveur français obtient la certification des hébergeurs de données de santé à caractère personnel.

## Infrastructures
Aujourd'hui[Quand ?], Locarchives dispose de dix centres d'archivage en France dédiés aux documents papier dont huit qui sont également des centres de numérisation de documents. Chaque site possède des infrastructures nécessaires au traitement et à la gestion des documents électroniques et des espaces affectés pour la conservation des supports audio-vidéo et des supports de sauvegarde informatique. 
La liste des sites Locarchives à travers la France : 
- Péronne (Somme)[11]
- Auxerre (Yonne)
- Garnay (Eure-et-Loir)[12]
- Saint-Vulbas (Ain)
- Marseille (Bouches-du-Rhône)[13]
- Saint-Gilles (Gard)[14]
- Toulouse (Haute-Garonne)
- Saint-Ouen et Stains (Seine-Saint-Denis)